# Vila Santana (bairro de Itaquera)
Vila Santana é um bairro do distrito de Itaquera, Na Zona Leste de São Paulo.
A colonização surgiu por volta de 1837 a partir de uma fazenda, cujo dono era o Dr. Rodrigues Barreto. Após 14 anos as fazenda foi dividida em lotes e foi vendida, os compradores fizeram casas no local e ergueram uma capela em louvor a Santa Ana, surgindo assim a Vila Santana, assim passou a ser povoado em ritmo acelerado.
É um dos bairros mais desenvolvido da região popularmente conhecida como 'Extremo Leste', contando com universidades, muitos colégios particulares, condomínios residenciais, atividade comercial, algumas indústrias e poucas casas noturnas.

## Escudo de Armas da Vila Santana
Descrição Heráldica: Sobre um resplendor em ouro, repousa o escudo de armas da Vila Sant’Anna com os seguintes elementos: 

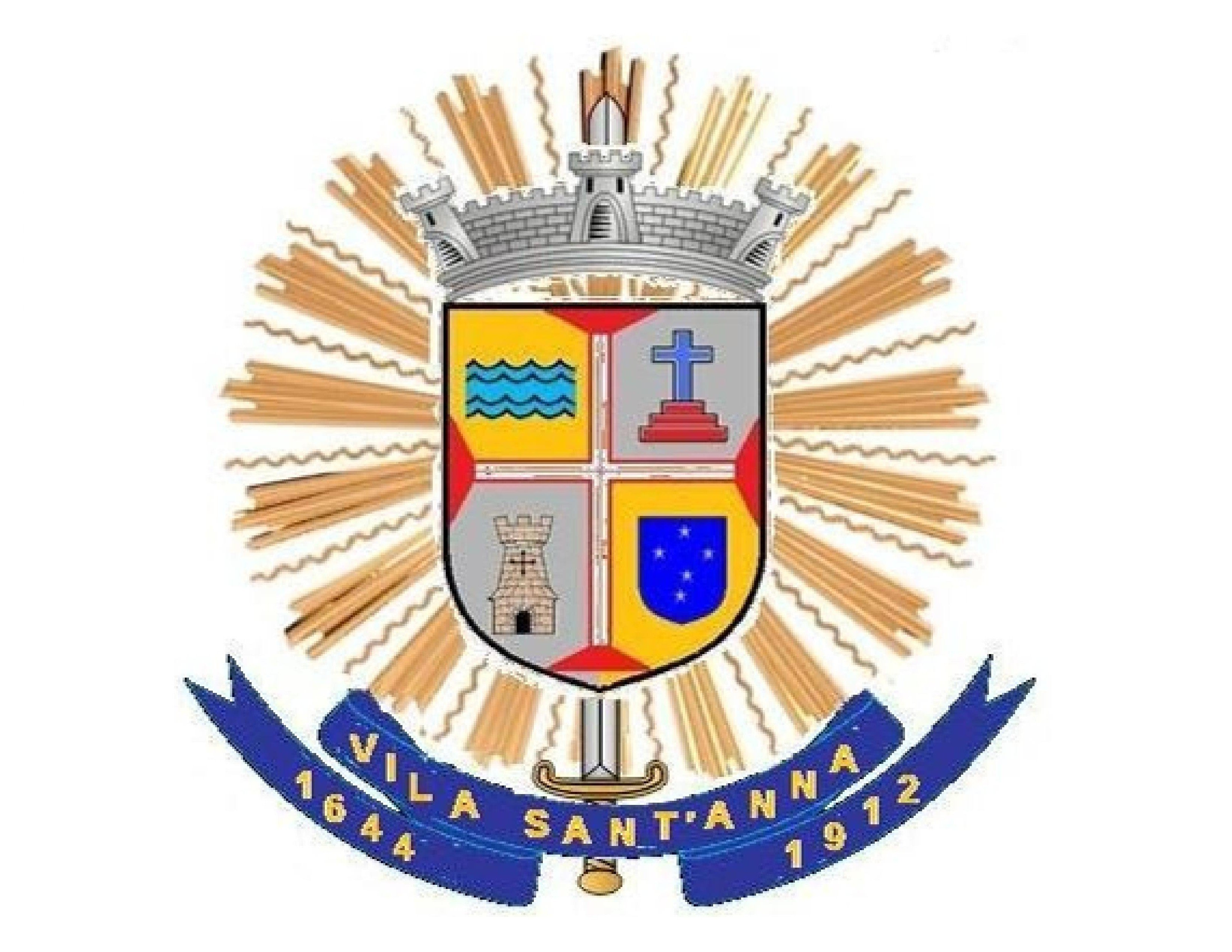
Brasão da Vila Santana - Grandes Armas

No Chefe, em seu Cantão destro sobre campo em ouro se assenta linhas onduladas, cravadas em esmalte preto e azul, representando os rios que cortam a região. Em sinistro sobre um campo em prata, se assenta um cruzeiro em esmalte azul que representa a lealdade e a fé sobre um suporte em esmalte vermelho, que representa a chama viva da caridade, inflamada pelo Divino Espírito Santo e o conjunto simboliza a Igreja de Vila Santana, primeira Igreja construída em solo Itaquerense. No Contrachefe destro, em campo de prata, um castelo aberto de pedra, em esmalte magenta, representando a Casa Pintada, marco de fundação da Vila Santana. No Contrachefe sinistro, em campo de ouro, um escudete com fundo em blau com cinco estrelas, quatro em prata e uma em ouro, representando esta última o posicionamento geográfico da Vila Santana e o conjunto, a Constelação do Cruzeiro do Sul. Como divisor das partes, uma Cruz da Ordem de Cristo, simbolizando ao mesmo tempo fé e memória na ascendência Lusitana, onde com a Cruz da Ordem de Cristo, o Brasil foi descoberto e os sertões foram desbravados pelas entradas e bandeiras. Encimando o Brasão, uma coroa mural em prata, de 3 torres, representando a condição de Vila. Em listel de blau, atada em uma espada em prata com punho em ouro, simbolizando justiça, inscreve-se, em ouro, a legenda Vila Sant’Anna, no centro, e ainda as expressões 1644, na extremidade destra, e 1912, na sinistra, representando a primeira a data de sua criação e a segunda a data de seu loteamento.

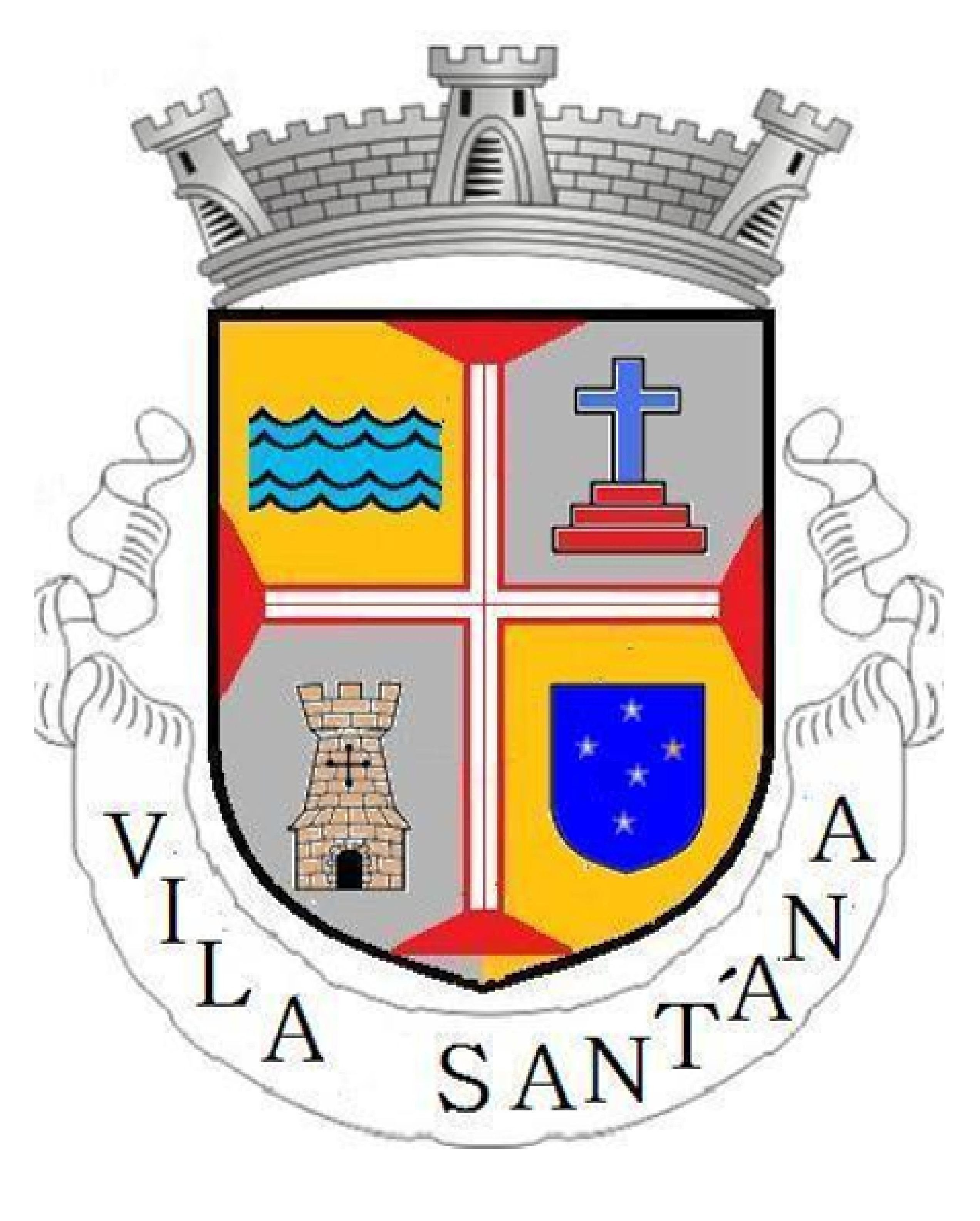
Brasão da Vila Santana - Pequenas Armas